# East West Line (Singapore)
De East West Line (EWL) (Maleis: Laluan MRT Timur Barat; Mandarijn: 东西地铁线 கிழக்கு; Tamil: மேற்கு எம்ஆர்டி வழி.) is een metrolijn van het Mass Rapid Transit netwerk in Singapore. De constructie van delen van de lijn werd gestart in 1982 als onderdeel van de eerste lijn van het MRT netwerk in Singapore, de North South line (NSL).
In november 1989 werd de lijn afgesplitst na de gereedkoming van het nieuwe gedeelte van City Hall (EW 13) naar Tanah Merah (EW 4). Zoals de naam van de lijn aangeeft, verbindt de EWL het oosten met het westen van het eiland Singapore.
In 2002 werd op de lijn in het oosten een aftakking gerealiseerd met terminus in de Internationale luchthaven Changi. De laatste westelijke verlenging van de lijn dateert van 2017. De concessie voor de lijn is in handen van SMRT Corporation Ltd.

## Geschiedenis
De East West line is in gedeeltes geopend. De eerste 2 jaar is het grootste stuk gebouwd, maar vervolgens werden na de eeuwwisseling zowel in oostelijke als in westelijke richting nog een aantal uitbreidingen opgeleverd.

De lijn werd in de volgende volgorde geopend:
- December 1987: City Hall (EW 13) - Outram Park (EW 16).
- Maart 1988: Outram Park (EW 16) - Clementi (EW 23).
- November 1988: Clementi (EW 23) - Lakeside (EW 26).
- November 1989: City Hall (EW 13) - Tanah Merah (EW 4).
- December 1989: Tanah Merah (EW 4) - Pasir Ris (EW 1).
- Mei 1990: Lakeside (EW 26) - Boon Lay (EW 27).
- 10 januari 2001: Expo station (EW 28), aftakking naar Changi airport vanaf Tanah Merah.
- 18 oktober 2001: Dover, tussenvoeging nieuw station nummer EW 22.
- 8 februari 2002: Changi Airport (EW 29) laatste station aan de Changi airport aftakking.
- 2003: Hernummering stations Expo (CG1) en Changi Airport (CG2) krijgen een aparte nummering.
- 28 februari 2009: Verlenging van de lijn tussen Boon Lay (EW27) en Joo Koon (EW29).
- 18 juni 2017: Verlenging van de lijn tussen Joo Koon en Tuas Link (EW33), het definitieve westelijke eindpunt.

## De stations van oost naar west
| Station        | Overstapmogelijkheid                    |
| -------------- | --------------------------------------- |
| Pasir Ris      |                                         |
| Tampines       | Downtown Line                           |
| Simei          |                                         |
| Tanah Merah    | Afsplitsing Changi Airport uitbreiding. |
| Bedok          |                                         |
| Kembangan      |                                         |
| Eunos          |                                         |
| Paya Lebar     | Circle Line                             |
| Aljunied       |                                         |
| Kallang        |                                         |
| Lavender       |                                         |
| Bugis          | Downtown Line                           |
| City Hall      | North South Line                        |
| Raffles Place  | North South Line                        |
| Tanjong Pagar  |                                         |
| Outram Park    | North East Line                         |
| Tiong Bahru    |                                         |
| Redhill        |                                         |
| Queenstown     |                                         |
| Commonwealth   |                                         |
| Buona Vista    | Circle Line                             |
| Dover          |                                         |
| Clementi       |                                         |
| Jurong East    | North South Line                        |
| Chinese Garden |                                         |
| Lakeside       |                                         |
| Boon Lay       |                                         |
| Pioneer        |                                         |
| Joo Koon       |                                         |
| Gul Circle     |                                         |
| Tuas Crescent  |                                         |
| Tuas West Road |                                         |
| Tuas Link      |                                         |

### Changi Airport uitbreiding
| Station        | Overstapmogelijkheid |
| -------------- | -------------------- |
| Tanah Merah    |                      |
| Expo           | Downtown Line        |
| Changi Airport |                      |

## Bijzonderheden
- 49 kilometer lang, gedeeltelijk ondergronds van station EW 11 tot EW 17
- 35 stations
- Volledige traject neemt 78 minuten reistijd[1]

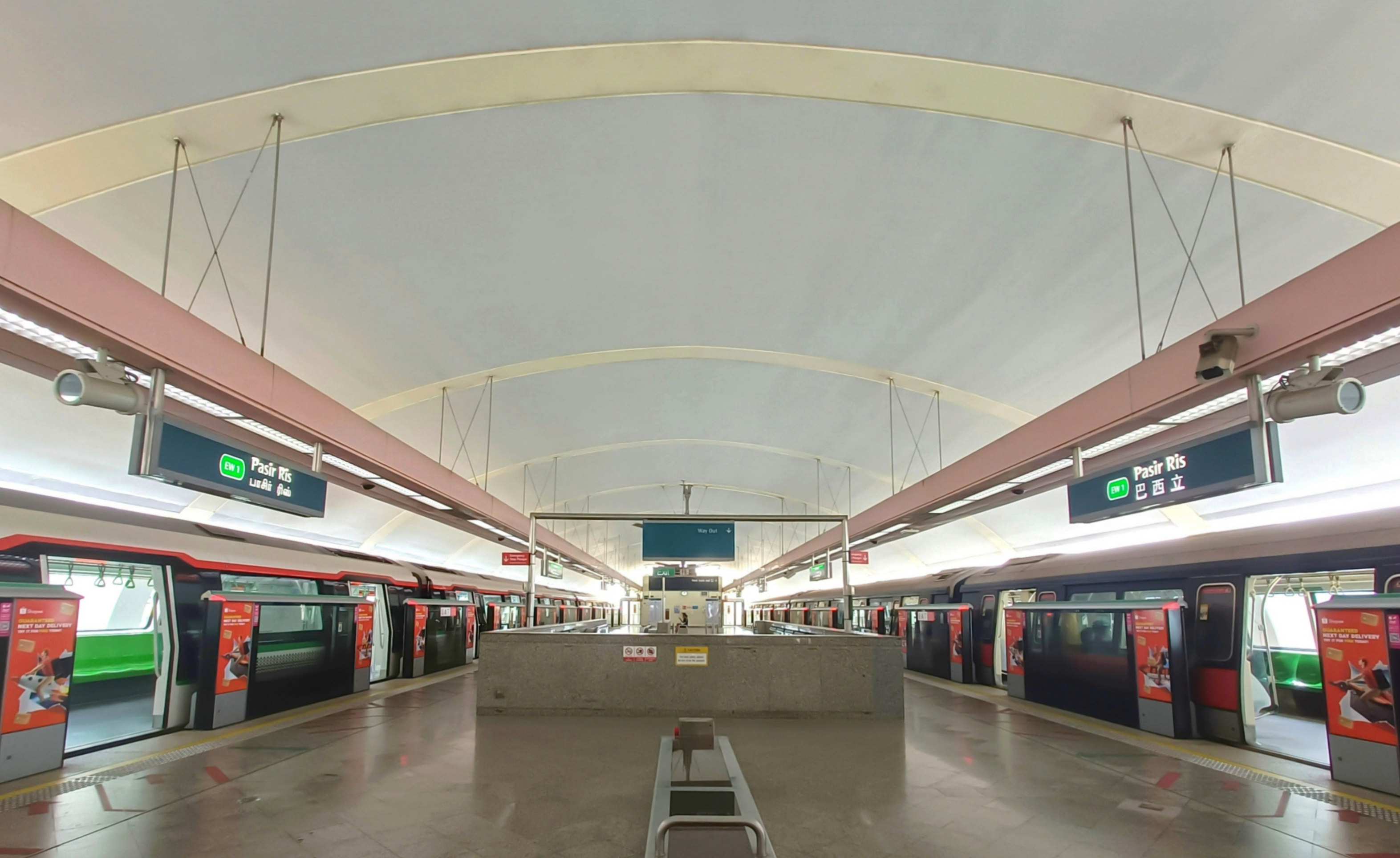
Station Pasir Ris
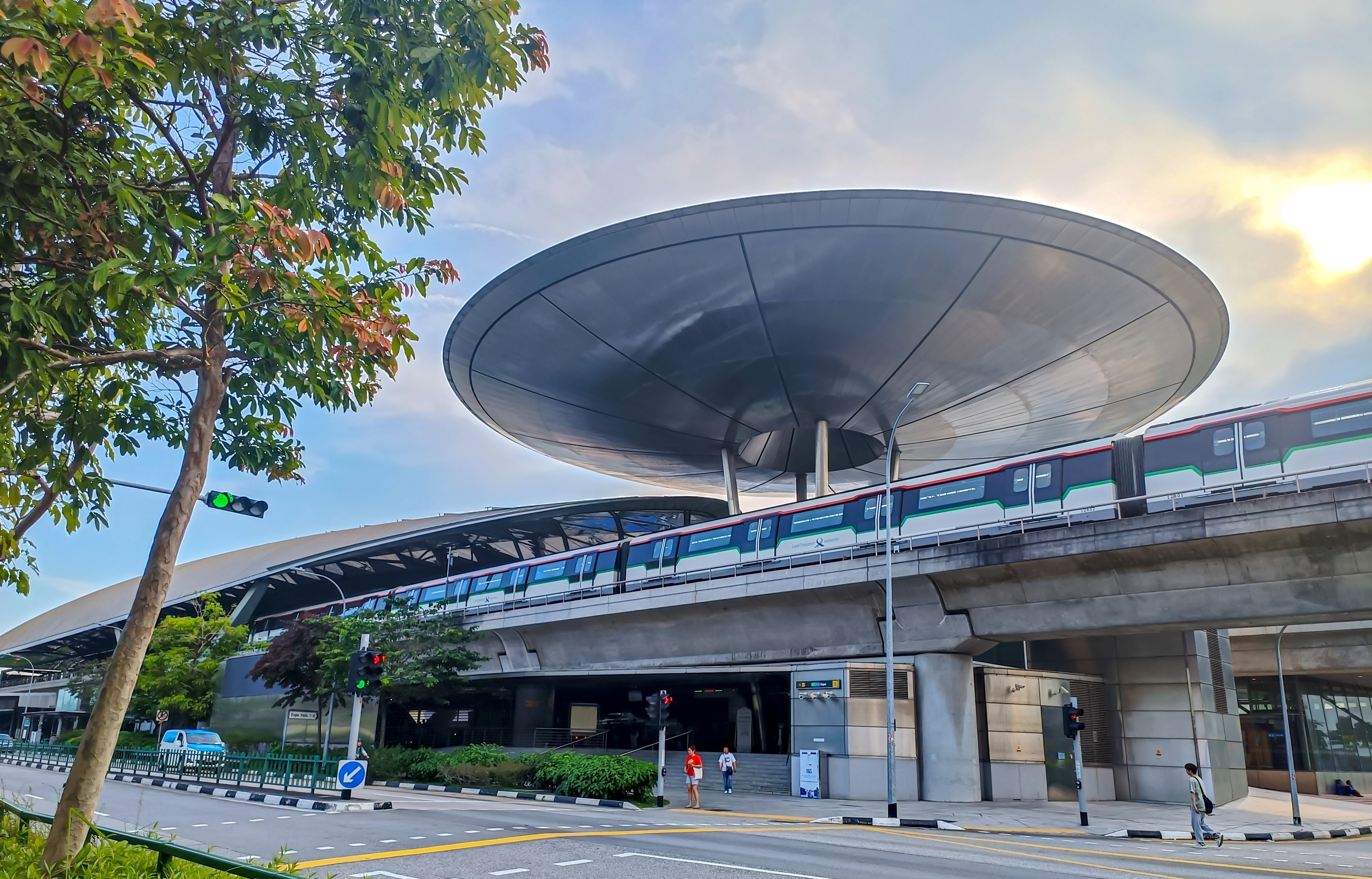
Station Expo aan de zijtak naar Changi Airport.
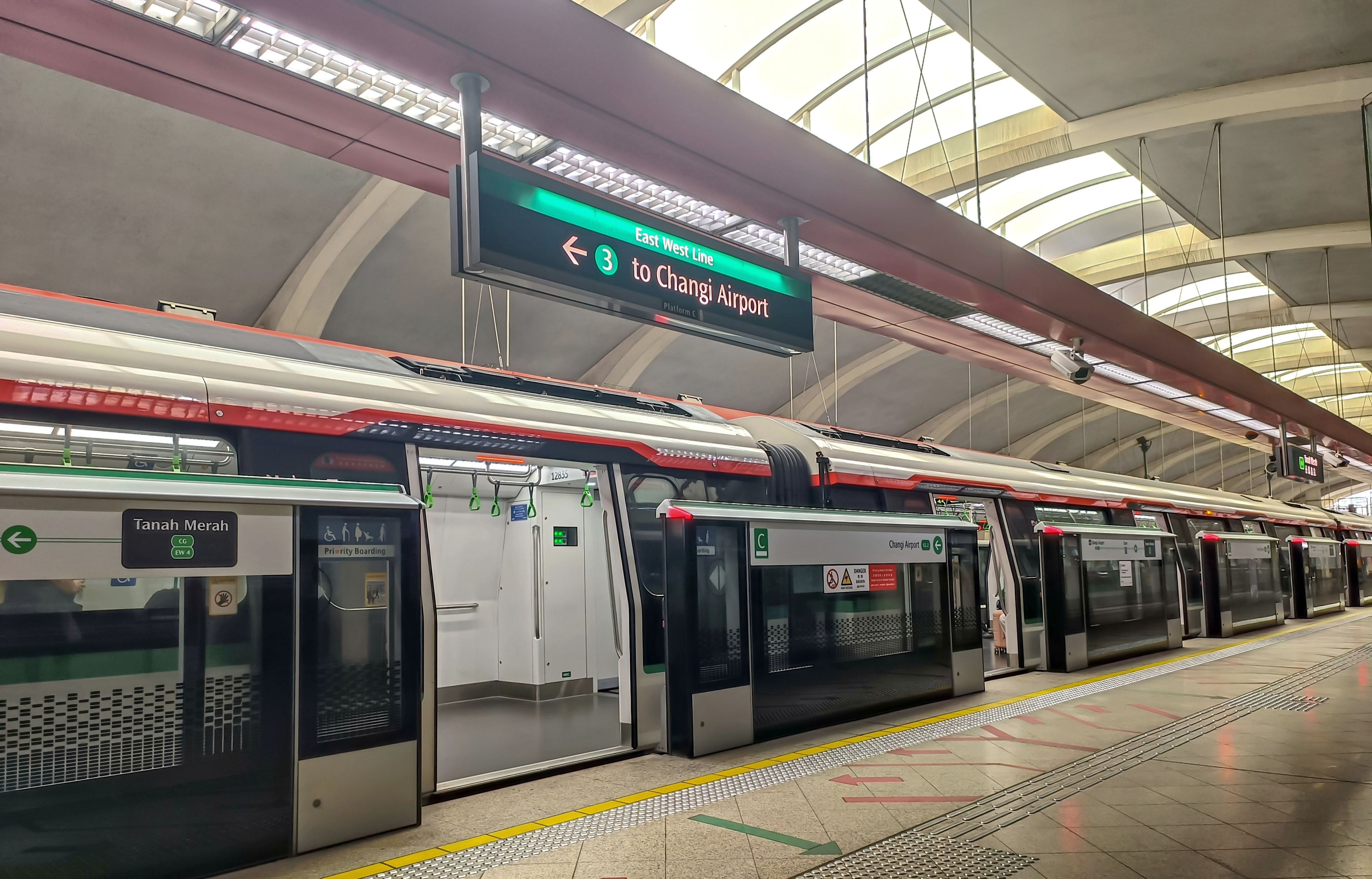
Tanah Merah is eindpunt van de afsplitsing naar Changi Airport/Expo.
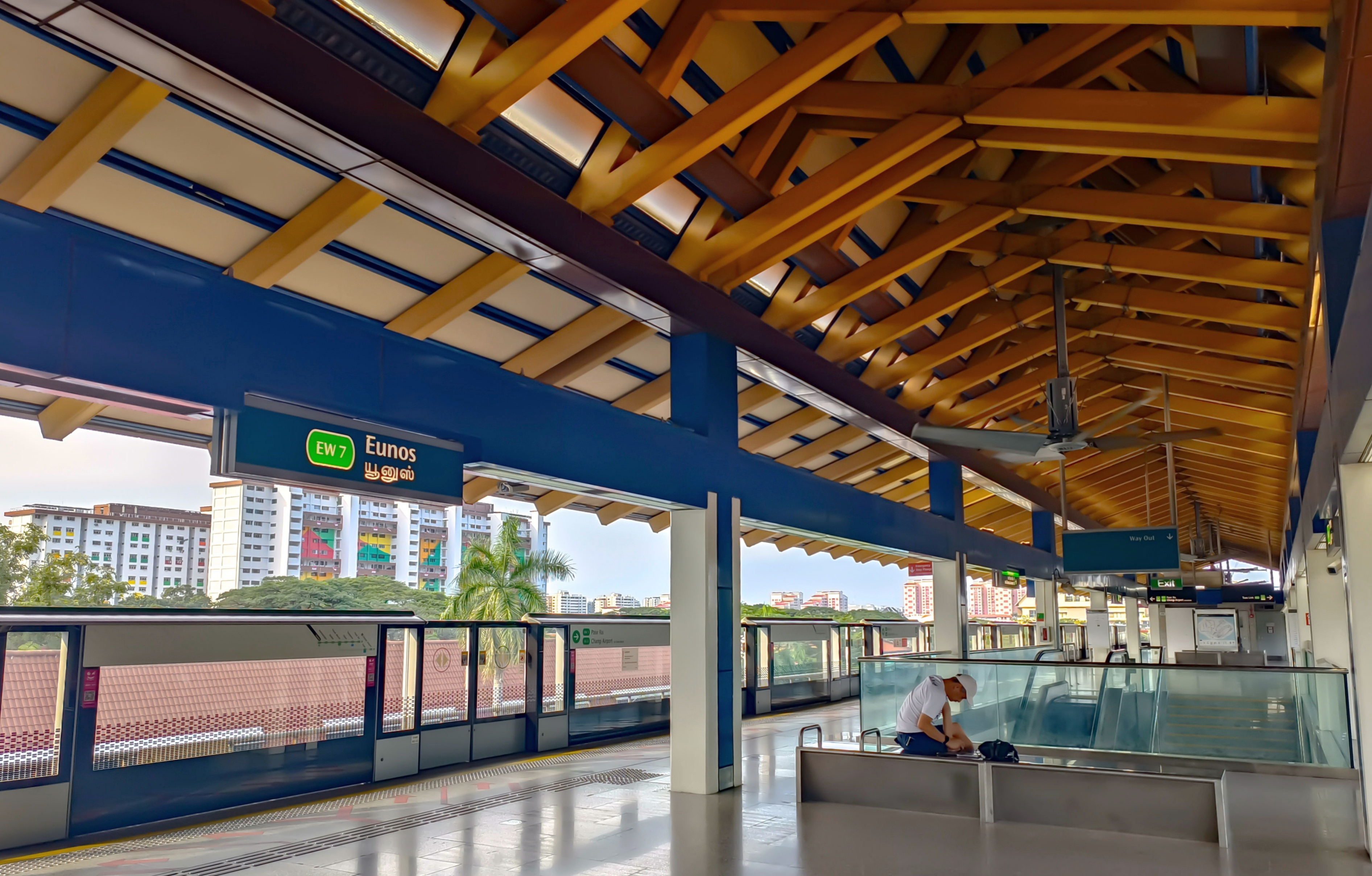
Station Eunos
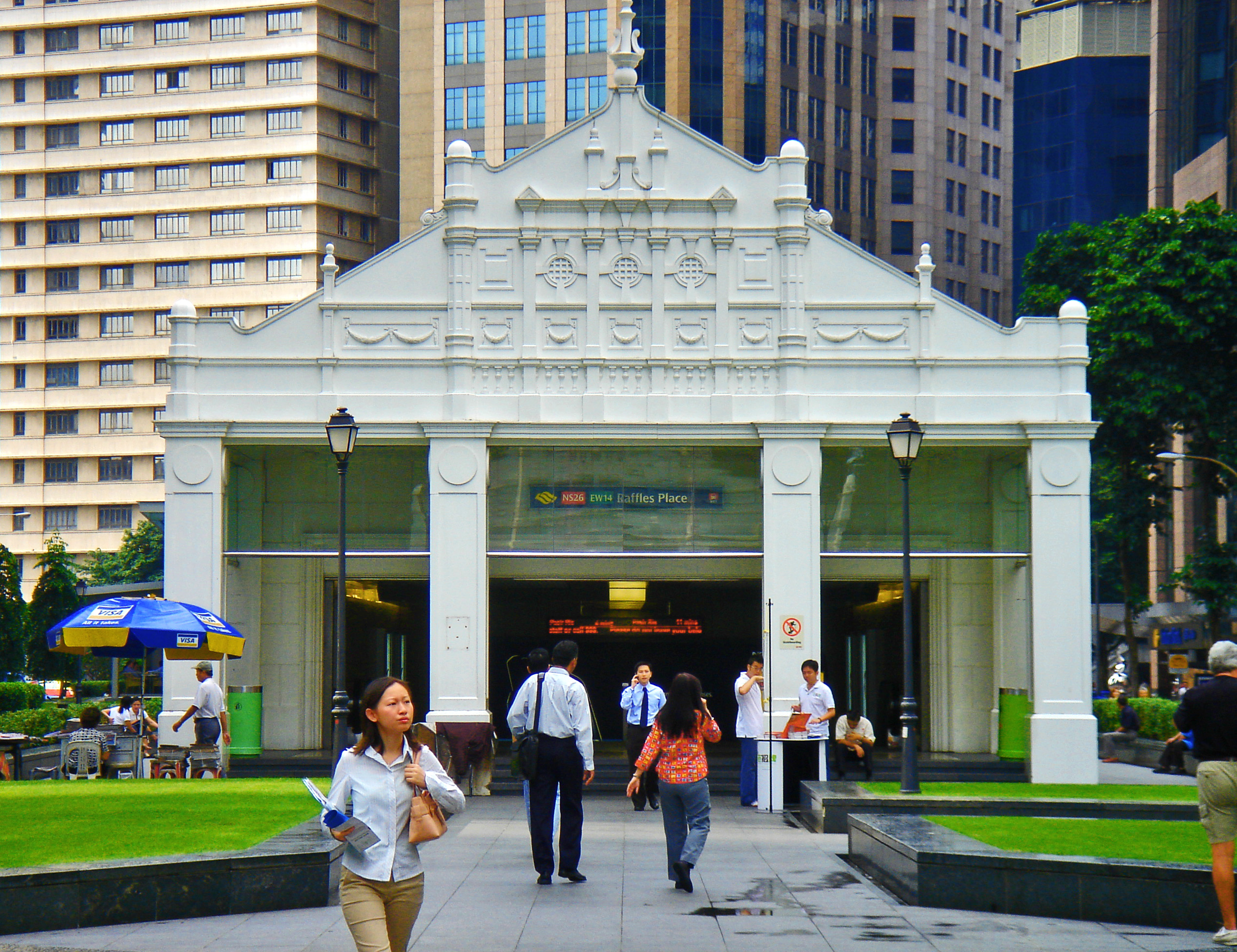
Ingang station Raffles Place
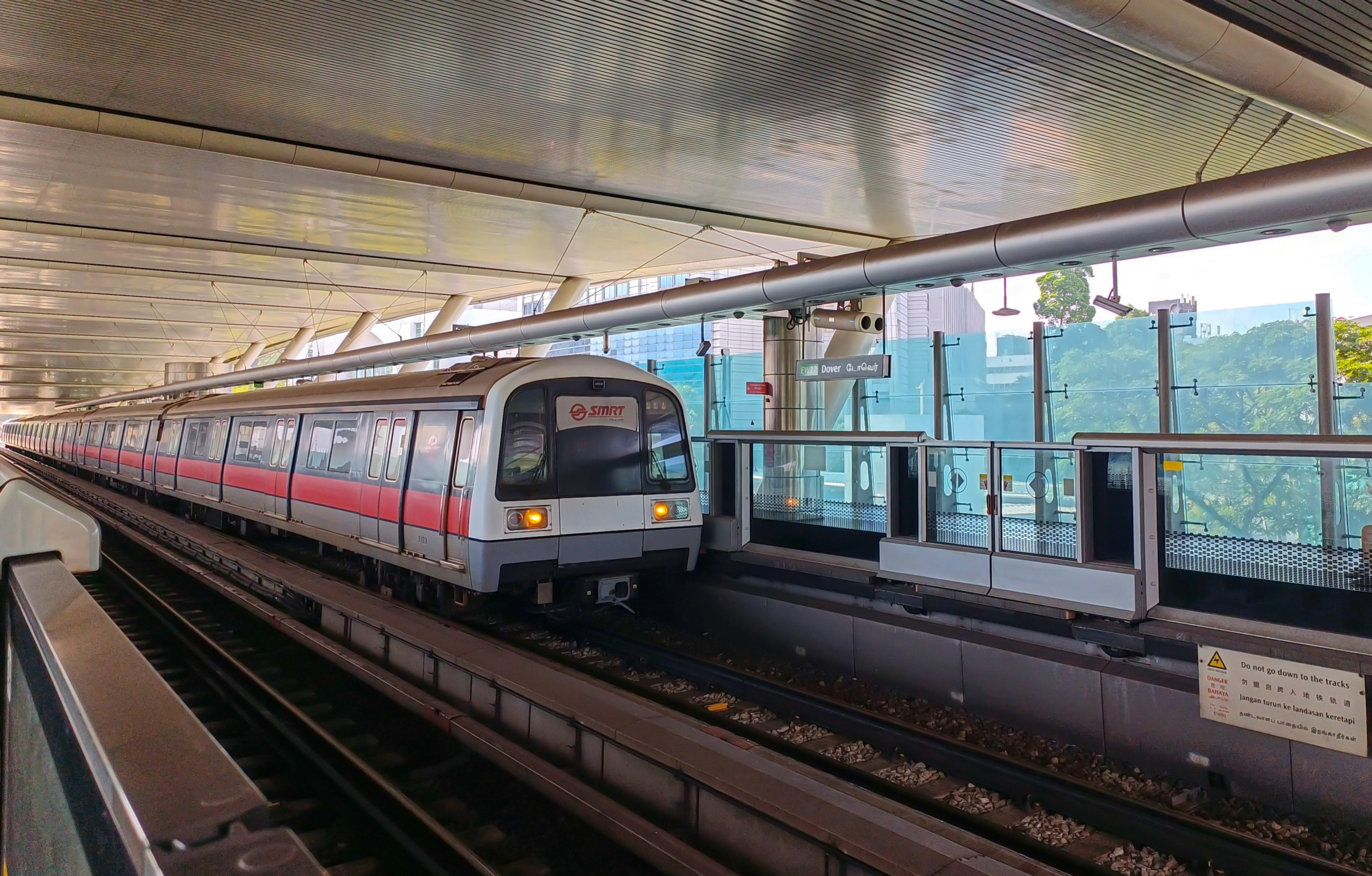
Station Dover
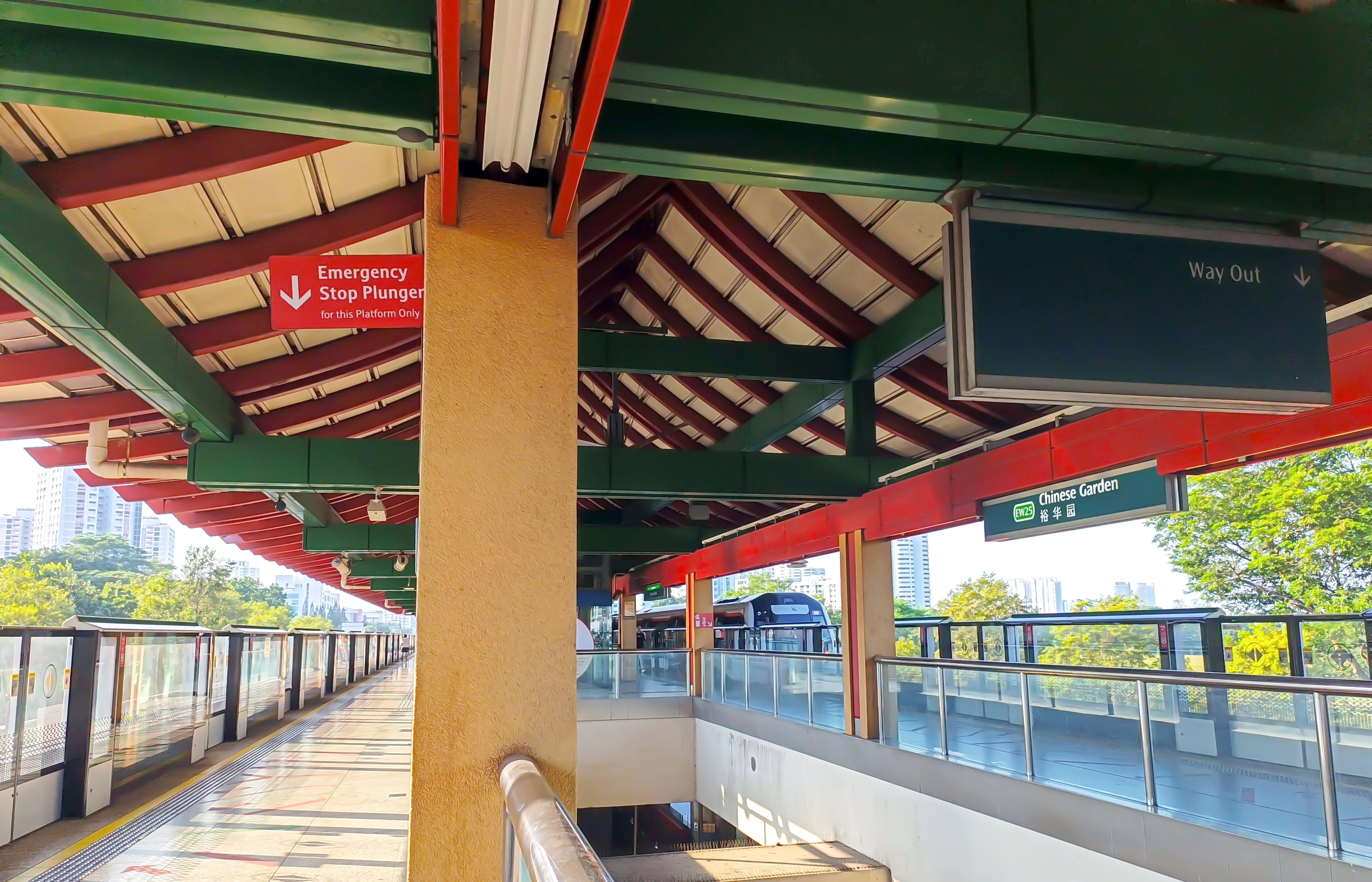
Station Chinese Garden
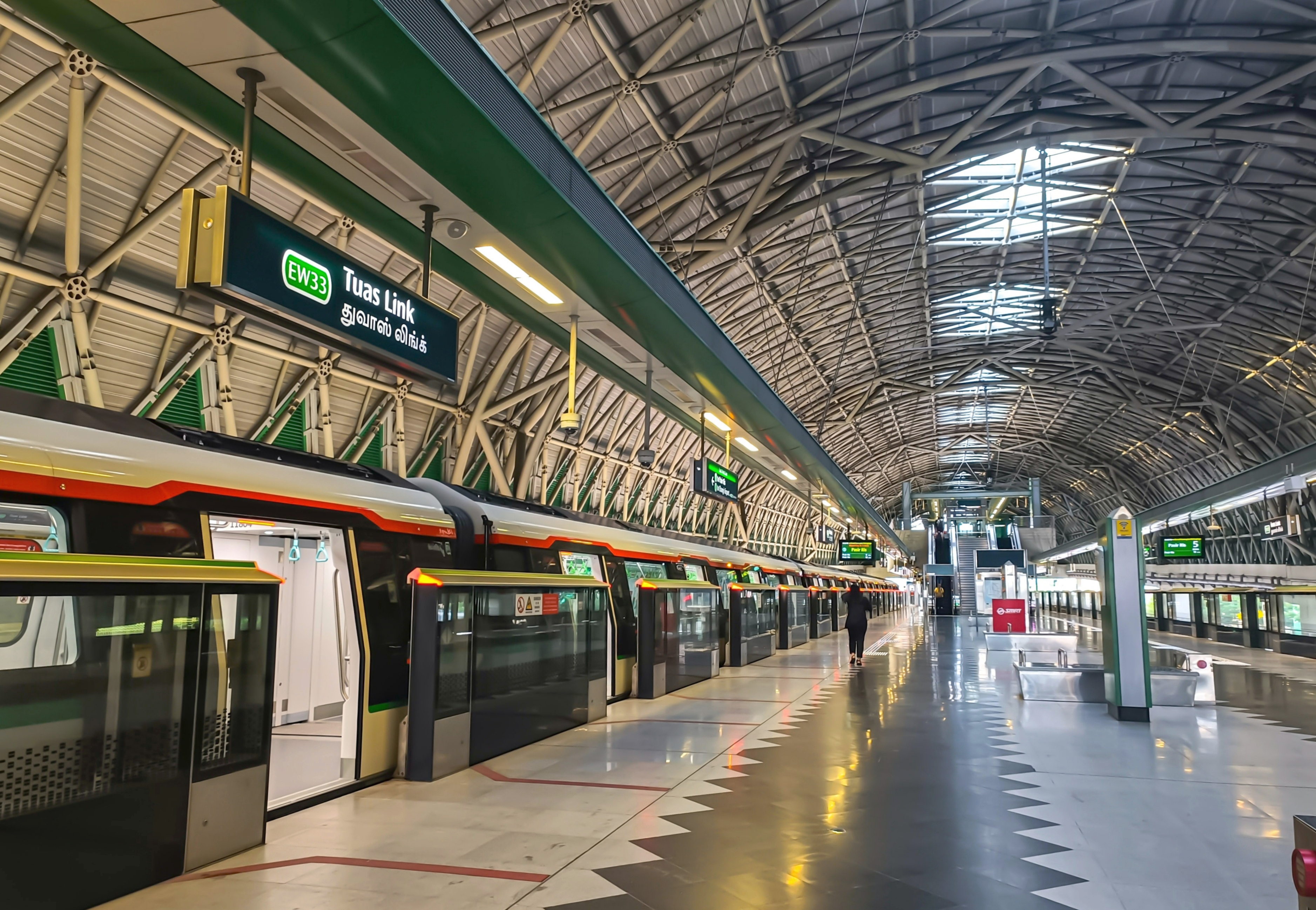
Station Tuas Link